# Nauris Bulvītis
Nauris Bulvītis (Riga, 15 marzo 1987) è un calciatore lettone, di ruolo difensore.

## Carriera

### Club
Fa il suo esordio in massima serie nel 2007, giocando per il Daugava Daugavpils. Dal 2008 comincia il suo girovagare per l'Europa che lo porta da subito in Lituania, con il Šiauliai. Nel 2009 è di nuovo in patria, al Tranzit, con cui ottiene una sofferta salvezza.
Nel 2009-2010 vince la Scottish First Division con l'Inverness. Chiude l'anno 2010 di nuovo in patria, stavolta al Blāzma Rēzekne. Passa, quindi ai cechi dello Spartak Trnava, con cui, però, non trova spazio. Ritorna perciò in patria allo Spartaks, dove resta due anni, a cavallo di tre stagioni: a luglio 2013, infatti, va allo Skonto.
Appena sei mesi più tardi va in Svizzera all'Aarau. All'inizio del 2015 torna allo Spartaks, con cui rimane fino all'estate 2016, quando si trasferisce nella quarta serie inglese con il Plymouth.

### Nazionale
Il 1º giugno 2012 ha fatto il suo esordio nella nazionale lettone nel corso della partita di Coppa del Baltico contro la Lituania: è entrato nei minuti finali al posto di Oļegs Laizāns. Al suo secondo incontro, la finale del torneo contro la Finlandia disputata due giorni dopo, giocò titolare e il suo errore ai tiri di rigore risultò ininfluente: la sua nazionale riuscì a vincere la Coppa.
Mette a segno il suo primo gol in nazionale il 6 settembre 2013, nella gara contro la Lituania valida per le Qualificazioni al campionato mondiale di calcio 2014.
Nel 2014 vince una seconda Coppa del Baltico, mettendo tra l'altro a segno il gol decisivo nella finale contro la Lituania.

## Statistiche

### Cronologia presenze e reti in nazionale
| Cronologia completa delle presenze e delle reti in nazionale ― Lettonia | Cronologia completa delle presenze e delle reti in nazionale ― Lettonia | Cronologia completa delle presenze e delle reti in nazionale ― Lettonia | Cronologia completa delle presenze e delle reti in nazionale ― Lettonia | Cronologia completa delle presenze e delle reti in nazionale ― Lettonia | Cronologia completa delle presenze e delle reti in nazionale ― Lettonia | Cronologia completa delle presenze e delle reti in nazionale ― Lettonia | Cronologia completa delle presenze e delle reti in nazionale ― Lettonia |
| Data                                                                    | Città                                                                   | In casa                                                                 | Risultato                                                               | Ospiti                                                                  | Competizione                                                            | Reti                                                                    | Note                                                                    |
| ----------------------------------------------------------------------- | ----------------------------------------------------------------------- | ----------------------------------------------------------------------- | ----------------------------------------------------------------------- | ----------------------------------------------------------------------- | ----------------------------------------------------------------------- | ----------------------------------------------------------------------- | ----------------------------------------------------------------------- |
| 1-6-2012                                                                | Võru                                                                    | Lettonia                                                                | 5 – 0                                                                   | Lituania                                                                | Coppa del Baltico 2012                                                  | -                                                                       | 84’                                                                     |
| 3-6-2012                                                                | Võru                                                                    | Finlandia                                                               | 1 – 1 dts (5 - 3 dtr)                                                   | Lettonia                                                                | Coppa del Baltico 2012                                                  | -                                                                       |                                                                         |
| 16-10-2012                                                              | Riga                                                                    | Lettonia                                                                | 2 – 0                                                                   | Liechtenstein                                                           | Qual. Mondiali 2014                                                     | -                                                                       |                                                                         |
| 6-2-2013                                                                | Kobe                                                                    | Giappone                                                                | 3 – 0                                                                   | Lettonia                                                                | Amichevole                                                              | -                                                                       |                                                                         |
| 24-5-2013                                                               | Doha                                                                    | Qatar                                                                   | 3 – 1                                                                   | Lettonia                                                                | Amichevole                                                              | -                                                                       | 89’                                                                     |
| 28-5-2013                                                               | Riga                                                                    | Lettonia                                                                | 3 – 3                                                                   | Turchia                                                                 | Amichevole                                                              | -                                                                       |                                                                         |
| 7-6-2013                                                                | Riga                                                                    | Lettonia                                                                | 0 – 5                                                                   | Bosnia ed Erzegovina                                                    | Qual. Mondiali 2014                                                     | -                                                                       |                                                                         |
| 14-8-2013                                                               | Tallinn                                                                 | Estonia                                                                 | 1 – 1                                                                   | Lettonia                                                                | Amichevole                                                              | -                                                                       |                                                                         |
| 6-9-2013                                                                | Riga                                                                    | Lettonia                                                                | 2 – 1                                                                   | Lituania                                                                | Qual. Mondiali 2014                                                     | 1                                                                       |                                                                         |
| 10-9-2013                                                               | Atene                                                                   | Grecia                                                                  | 1 – 0                                                                   | Lettonia                                                                | Qual. Mondiali 2014                                                     | -                                                                       |                                                                         |
| 11-10-2013                                                              | Vilnius                                                                 | Lituania                                                                | 2 – 0                                                                   | Lettonia                                                                | Qual. Mondiali 2014                                                     | -                                                                       |                                                                         |
| 15-10-2013                                                              | Riga                                                                    | Lettonia                                                                | 2 – 2                                                                   | Slovacchia                                                              | Qual. Mondiali 2014                                                     | -                                                                       |                                                                         |
| 15-11-2013                                                              | Dublino                                                                 | Irlanda                                                                 | 3 – 0                                                                   | Lettonia                                                                | Amichevole                                                              | -                                                                       | 86’                                                                     |
| 5-3-2014                                                                | Skopje                                                                  | Macedonia                                                               | 2 – 1                                                                   | Lettonia                                                                | Amichevole                                                              | -                                                                       |                                                                         |
| 29-5-2014                                                               | Liepāja                                                                 | Lettonia                                                                | 0 – 0 dts (4 - 2 dtr)                                                   | Estonia                                                                 | Coppa del Baltico 2014                                                  | -                                                                       |                                                                         |
| 31-5-2014                                                               | Liepāja                                                                 | Lettonia                                                                | 1 – 0                                                                   | Lituania                                                                | Coppa del Baltico 2014                                                  | 1                                                                       | 78’                                                                     |
| 3-9-2014                                                                | Riga                                                                    | Lettonia                                                                | 2 – 0                                                                   | Armenia                                                                 | Amichevole                                                              | -                                                                       | 90'+2’                                                                  |
| 9-9-2014                                                                | Astana                                                                  | Kazakistan                                                              | 0 – 0                                                                   | Lettonia                                                                | Qual. Euro 2016                                                         | -                                                                       |                                                                         |
| 10-10-2014                                                              | Riga                                                                    | Lettonia                                                                | 0 – 3                                                                   | Islanda                                                                 | Qual. Euro 2016                                                         | -                                                                       | 89’                                                                     |
| Totale                                                                  |                                                                         | Presenze                                                                | 19                                                                      |                                                                         | Reti                                                                    | 2                                                                       |                                                                         |

## Palmarès

### Club

#### Competizioni nazionali
- Scottish First Division: 1

Inverness: 2009-2010

### Nazionale
- Coppa del Baltico: 2

2012, 2014